# جورج إتش. ماركهام
جورج إتش. ماركهام هو فلاح وسياسي أمريكي، ولد في 24 يناير 1837، وتوفي في 6 مايو 1920. نشط حزبياً في الحزب الجمهوري. وقد انتخب عضو جمعية ولاية ويسكونسن ‏.